# Miklós Szebeny
Miklós Szebeny (18 de noviembre de 1887-18 de junio de 1919) fue un deportista húngaro que compitió en remo.
Ganó una medalla de bronce en el Campeonato Europeo de Remo de 1910, en la prueba de ocho con timonel. Sus hermanos György y Antal también compitieron en remo.

## Palmarés internacional
| Campeonato Europeo | Campeonato Europeo | Campeonato Europeo | Campeonato Europeo |
| Año                | Lugar              | Medalla            | Prueba             |
| ------------------ | ------------------ | ------------------ | ------------------ |
| 1910               | Ostende (Bélgica)  | Medalla de bronce  | Ocho con timonel   |